# George Edward Lodge
George Edward Lodge (* 3. Dezember 1860 in Scrivelsby, Lincolnshire; † 5. Februar 1954 in Camberley, Surrey) war ein britischer Vogelmaler und Naturschützer, der über ein breites ornithologisches Wissen verfügte.

## Leben
Lodge wurde als Sohn von Samuel Lodge (1829–1897) in Scrivelsby bei Horncastle geboren. Sein Vater war Domherr der Kathedrale von Lincoln und Rektor in Scrivelsby in Lincolnshire. George Edward Lodge war das siebente Kind von elf und der fünfte Sohn. Sein älterer Bruder Reginald Badham Lodge (1852–1937) war Ornithologe und Fotograf. Lodge entwickelte bereits in seiner Jugend eine Leidenschaft für die Falknerei, was sich darin äußerte, dass er häufig mit einem Falken am Handgelenk durch London spazierte. Zudem zeichnete er sich durch seine künstlerische Tätigkeit aus, insbesondere im Malen von Raubvögeln, wobei er bevorzugt mit Tempera oder Öl arbeitete, anstatt Aquarelltechniken zu verwenden. Sein Interesse an der Darstellung von Vögeln in Bewegung spiegelte sich in seiner Vorliebe wider, das Bücken und Festhalten eines Wanderfalken an seiner Beute künstlerisch festzuhalten. Lodge erhielt eine Ausbildung im häuslichen Rahmen und gewann im Alter von 14 Jahren Preise an der Lincoln School of Art. Er erwarb umfassende Kenntnisse in der Tierpräparation und richtete in Camberley ein Atelier ein, in dem er zahlreiche Exemplare von Gerfalken aus Grönland und Island sowie andere Vogelarten präparierte. Darüber hinaus war er ein geübter Schütze mit einer besonderen Vorliebe für Moorschneehühner und ein passionierter Angler, der die Lachsflüsse Norwegens schätzte. Viele seiner Gemälde sind in den privaten Sammlungen von Sportenthusiasten zu finden. Lodge unternahm weltweite Reisen, darunter in die Vereinigten Staaten, Norwegen, Schweden sowie die Westindischen Inseln und besuchte eine Vielzahl von Ländern mehrfach. Seine Werke Peregrine falcon and young, Carolina ducks, Golden eagles, Grey gyrfalcon, Sea eagle mobbed by hooded crows und Bramblings wurden 1926, 1932 und 1933 bei der American Ornithologists’ Union ausgestellt.
Eines der ersten Werke, für das Lodge Illustrationen anfertigte, war Lord Lilfords Birds of Northamptonshire (1895), in Zusammenarbeit mit dem Vogelmaler Archibald Thorburn, dessen Fähigkeiten er hoch schätzte. In den frühen 1910er Jahren wandte sich ein Vertreter der neuseeländischen Regierung an Thorburn mit dem Anliegen, Tafeln für ein geplantes Buch über die einheimischen Vögel Neuseelands zu erstellen. Thorburn empfahl Lodge für diesen Auftrag, der 1913 begann, Vogelpräparate aus verschiedenen Sammlungen in Großbritannien zu studieren, darunter aus dem Natural History Museum, und lieferte schließlich 90 Tafeln an den New Zealand Wildlife Service. Das geplante Buch wurde jedoch nie fertig gestellt, und die Tafeln verblieben beim Innenministerium, bis sie 1948 an das Dominion Museum (heute Museum of New Zealand Te Papa Tongarewa) übertragen wurden. Im Jahr 1983 wurden die verbliebenen 89 Tafeln schließlich in dem Buch George Edward Lodge: The Unpublished New Zealand Bird Paintings mit einem Text von Charles Alexander Fleming veröffentlicht.
Lodge war auch ein Experte für Holzschnitte und trug in diesem Bereich zu Büchern von Henry Seebohm und der Badminton Library bei. 
Sein einziges Buch, Memoirs of an Artist Naturalist mit eigenen Illustrationen, veröffentlichte er 1946. Eine seiner letzten Handlungen, kurz bevor seine Sehkraft nachließ, war die Einrichtung eines Treuhandfonds für die Publikation von Originalwerken der Naturgeschichte: Die erste Veröffentlichung war The Birds of the British Isles von David A. Bannerman, für die Lodge 377 Illustrationen zu 435 Arten beisteuerte.
Lodge illustrierte fast 70 Vogelbücher. Er lebte und arbeitete an der Schwelle vom 19. zum 20. Jahrhundert, was es ihm ermöglichte, seine vorbereitenden Gemälde mit verschiedenen Reproduktionsverfahren umzusetzen. Zu diesen Verfahren gehörten Holzstich, Lithografie, Chromolithografie, Fotozinkografie, Photolithographie, Lichtdruck, Halbtöne, Fotogravur und das Dreifarbverfahren. Ein erheblicher Teil von Lodges Arbeiten wurde reproduziert, als die ersten drei dieser Techniken noch in der Entwicklungsphase waren. Die Qualität der Reproduktionen variierte, wobei seine eigenen Holzstiche als der hochwertigste Teil seines illustrativen Schaffens gelten. Unter den farbigen Reproduktionen erreichten vermutlich die 42 Lichtdrucke in Charles William Beebes A Monograph of the Pheasants das für Lodge zufriedenstellendste Ergebnis. Er leistete auch Beiträge für Zeitschriften, z. B. für das Avicultural Magazine in den Jahren 1938 bis 1949. Zwischen 1881 und 1917 stellte Lodge Gemälde in der Royal Academy aus, darunter Peregrines in den Jahren 1881 und 1888, Wild duck im Jahr 1890, Freshwater cliffs, Isle of Wight: herring gulls mobbing a peregrine im Jahr 1900, Ptarmigan ground: Norway im Jahr 1905, Golden eagles im Jahr 1910. 1907 steuerte er Illustrationen von ausgestorbenen Vögeln zum Buch Extinct Birds von Walter Rothschild, 2. Baron Rothschild bei. Er malte bis an sein Lebensende, und viele Kritiker waren der Ansicht, dass seine besten Arbeiten für The Birds of the British Isles von David Armitage Bannerman angefertigt wurden, wobei fünf der Illustrationen im Alter von 92 Jahren entstanden. Die Postbehörde der Republik Jemen verwendete die von Lodge und David Morrison Reid Henry gemalten Tafeln aus dem 1954 von Richard Meinertzhagen veröffentlichten Birds of Arabia für die Entwürfe einer Briefmarkenserie im Jahr 1965.
Lodge setzte sich aktiv für den Schutz der Tierwelt ein. Er gehörte viele Jahre lang dem Vorstand der Society for the Promotion of Nature Reserves an und war auch aktives Mitglied des International Committee for Bird Protection (heute BirdLife International). Im Jahr 1945 wurde er zum Vizepräsidenten der British Ornithologists’ Union gewählt und war damit der erste Künstler, der dieses Amt innehatte. 
Lodge starb am 5. Februar 1954 in seinem Anwesen Hawk House in Camberley, Surrey.

## Illustrierte Werke von George Edward Lodge
Lodges Illustrationen wurden u. a. in folgenden Schriften verwendet: 
- William Henry Hudson: British Birds, 1895
- Thomas Powys, 4. Baron Lilford: Notes on the Birds of Northamptonshire and Neighbourhood, 1895
- Arthur Humble Evans: Birds, 1899
- Edward Charles Stuart Baker: The Indian Doves and Their Allies, 1900
- John Edward Kelsall & Philip W. Munn: The Birds of Hampshire and The Isle of Wight, 1905
- Reginald Bosworth Smith: Bird Life and Bird Lore, 1905
- Lionel Walter Rothschild: Extinct Birds, 1907
- Edward Charles Stuart Baker: Indian Ducks and Their Allies, 1908
- William R. Ogilvie-Grant, John Guille Millais, Frederick Courteney Selous, Alexander Douglas Mitchell Carruthers: The Gun at home and abroad. London & Counties Press Association, London 1912.
- Edward Charles Stuart Baker: The Game-Birds of India, Burma and Ceylon, 1921–1930
- Charles William Beebe: Pheasants, their lives and homes, 1926
- Henry Eliot Howard: Introduction to Bird Behaviour, 1929
- David A. Bannerman: Birds of Tropical West Africa, 1930–1951
- Richard Meinertzhagen: Nicoll’s Birds of Egypt, 1930
- James Paul Chapin: The Birds of the Belgian Congo, 1932–1954
- Frederick John Jackson: The Birds of Kenya Colony and the Uganda Protectorate, 1938
- Henry Eliot Howard: A waterhen’s world, 1940
- George Edward Lodge: Memoirs of an Artist Naturalist, 1946
- Henry Eliot Howard: Territory in bird life, 1948
- Evelyn Vida Baxter & Leonora Jeffrey Rintoul: The Birds of Scotland, 1953
- Robert A. H. Coombes: Mountain Birds, 1952
- Richard Meinertzhagen: Birds of Arabia, 1954
- David A. Bannerman & Winifred M. Bannerman: Birds of Cyprus, 1958
- Richard Meinertzhagen: Pirates and Predators, 1959
- P. A. D. Hollom: The Popular Handbook of Rarer British Birds, 1960
- Jack Mavrogordato: A Hawk for the Bush. A treatise on the training of the Sparrow-hawk and other Short-winged Hawks, 1960
- David A. Bannerman & Winifred M. Bannerman: Birds of the Atlantic Islands, 1963–1968
- David A. Bannerman & Winifred M. Bannerman: Handbook of the Birds of Cyprus and Migrants of the Middle East, 1971
- Jim Vincent: A Season of Birds, 1980
- Charles Alexander Fleming: George Edward Lodge – The Unpublished New Zealand Bird Paintings, 1983
- John Savory (Hrsg.): George Lodge, Artist Naturalist, 1986

## Galerie
Auswahl von Illustrationen von George Edward Lodge:

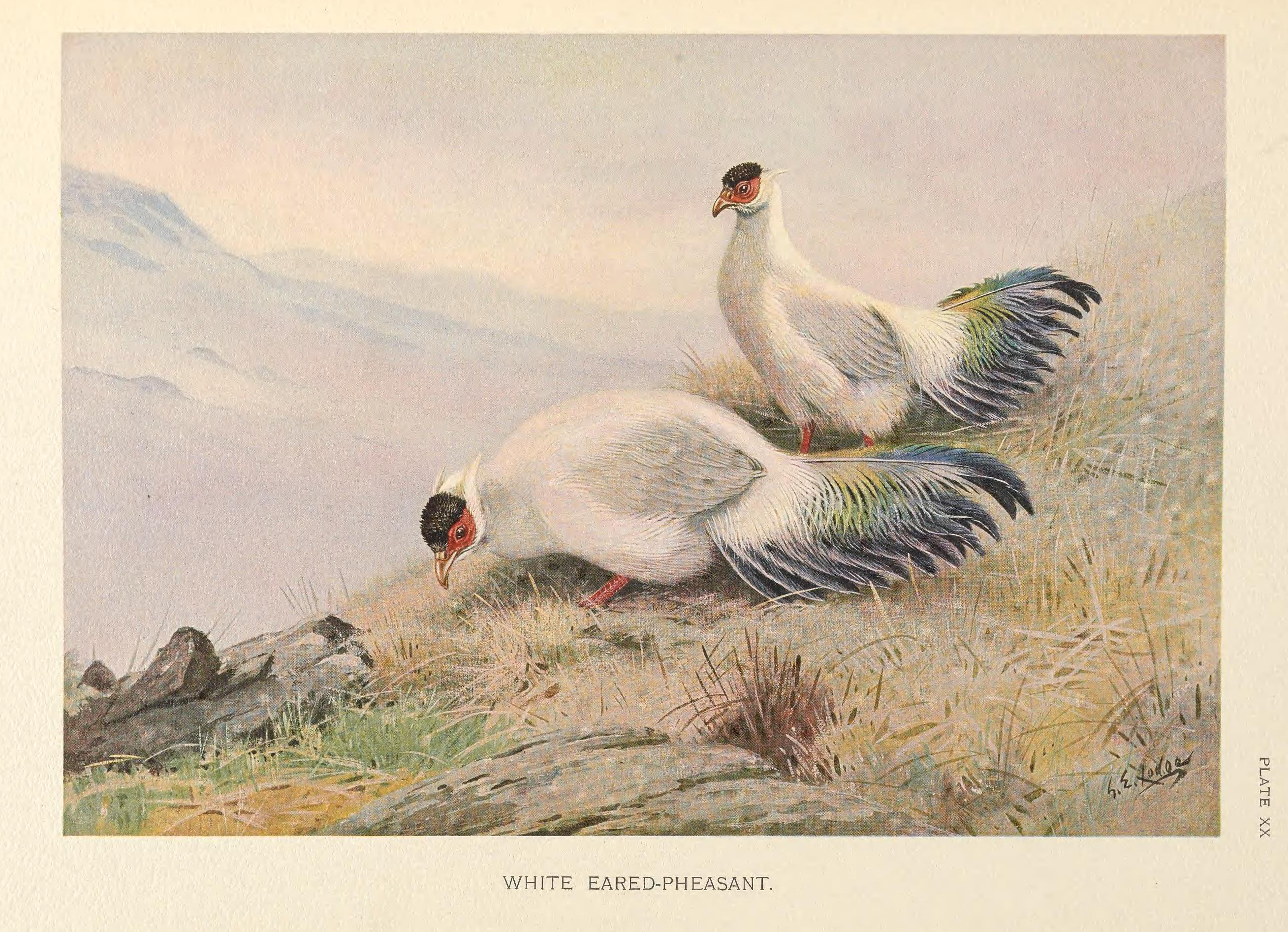
Weißflügel-Ohrfasan aus dem Buch A Monograph of the Pheasants, Band 1, William Beebe, 1917
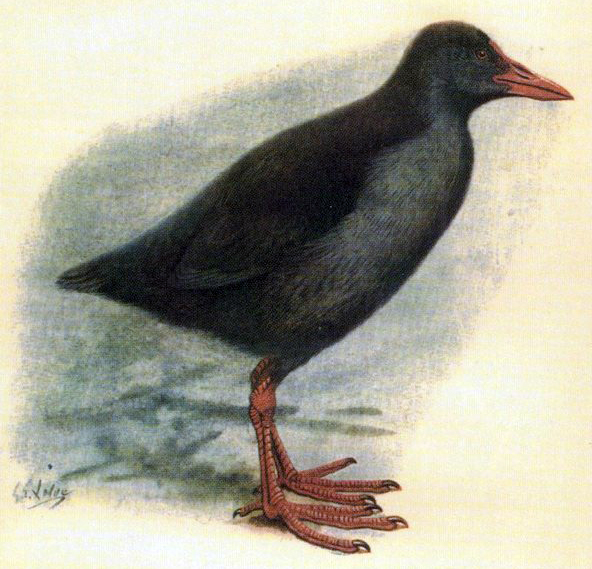
Samoapfuhlhuhn aus Proceedings of the fourth International ornithological congress, London 1905 von Richard Bowdler Sharpe, 1907
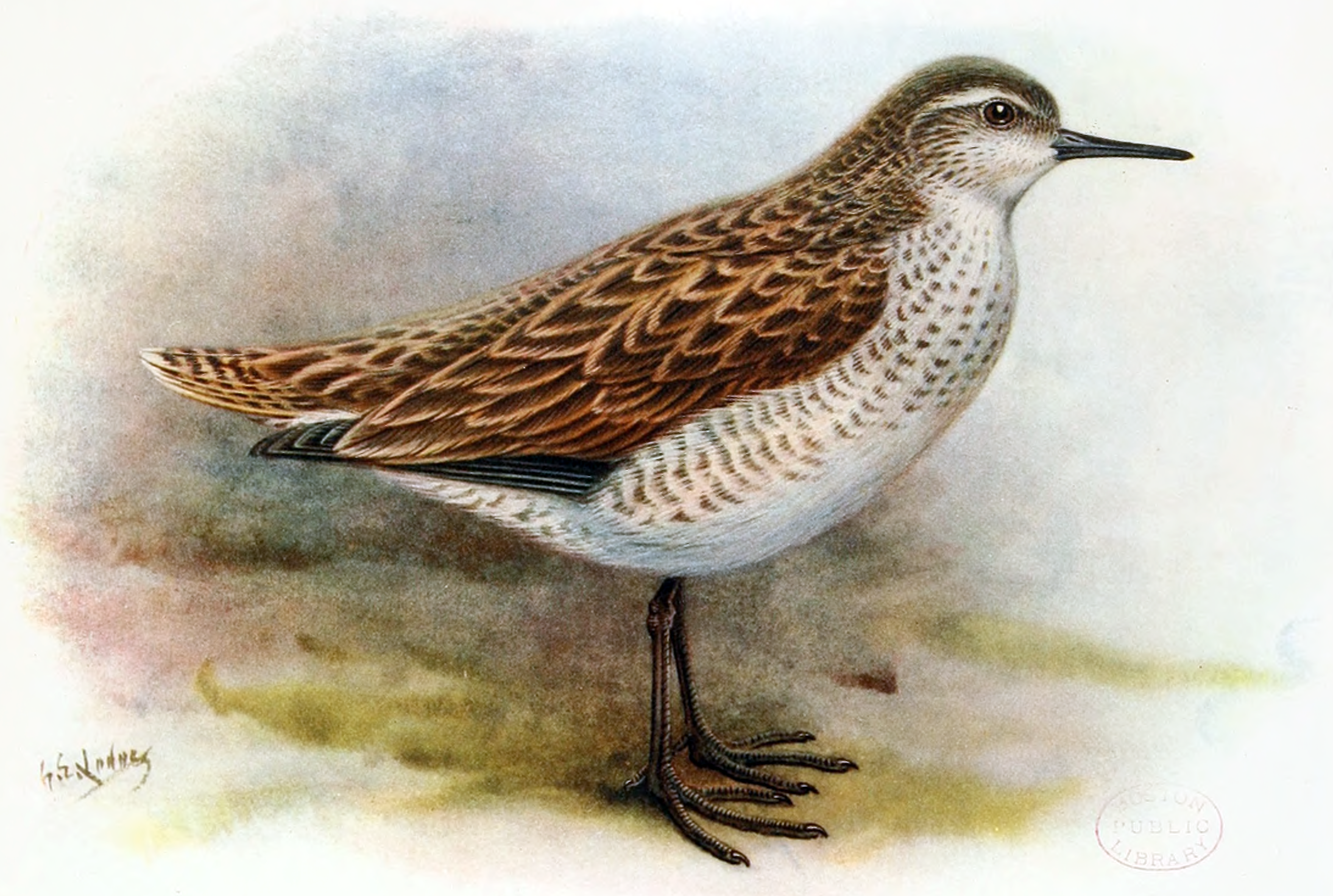
Kiritimati-Südseeläufer aus dem Buch Extinct Birds von Lionel Walter Rothschild, 1907
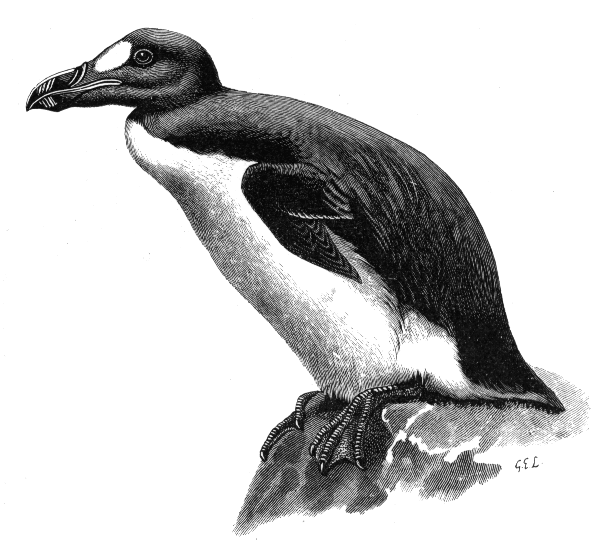
Riesenalk aus dem Buch Birds von Arthur Humble Evans, 1899
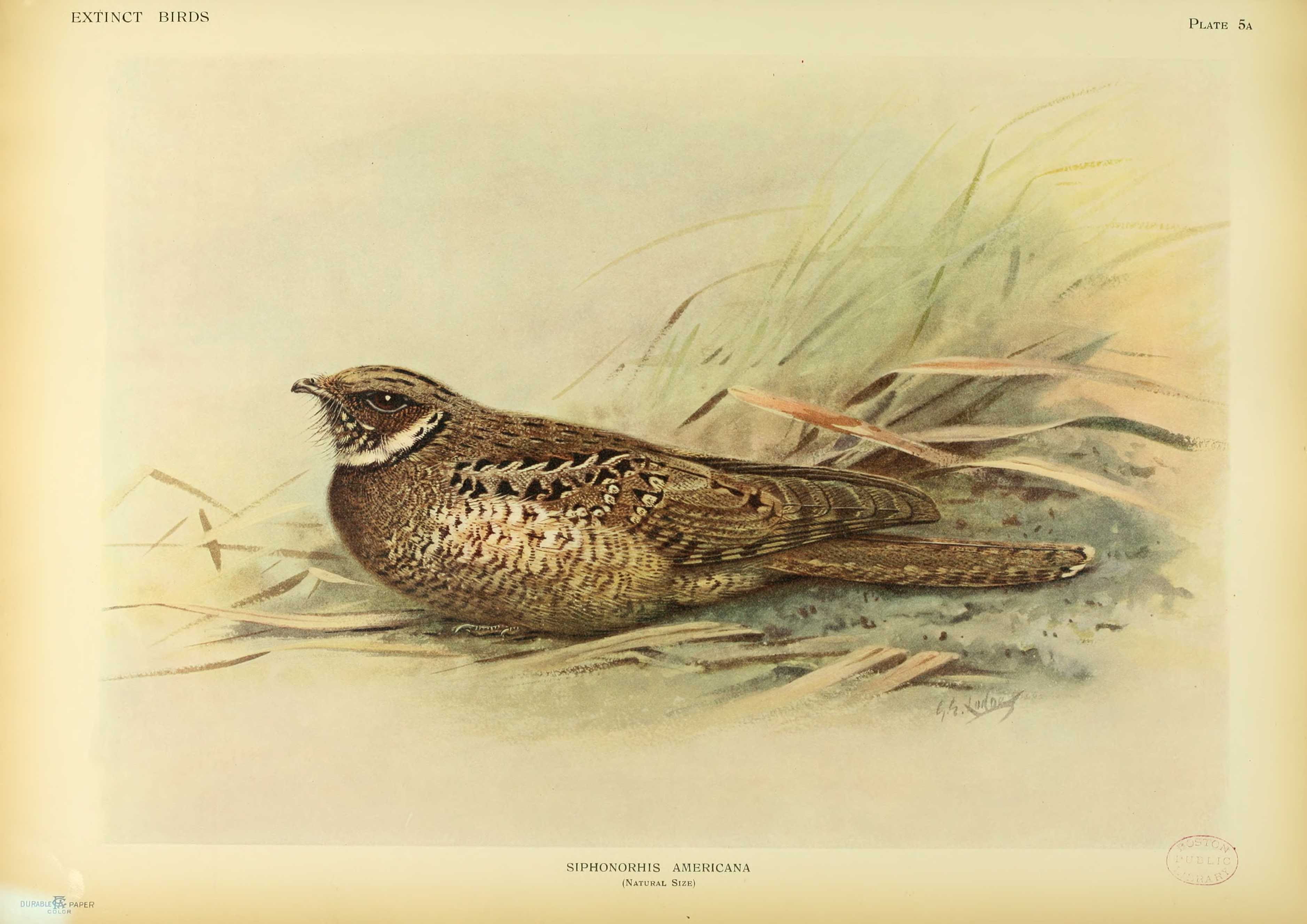
Jamaikanachtschwalbe aus dem Buch Extinct Birds von Lionel Walter Rothschild, 1907
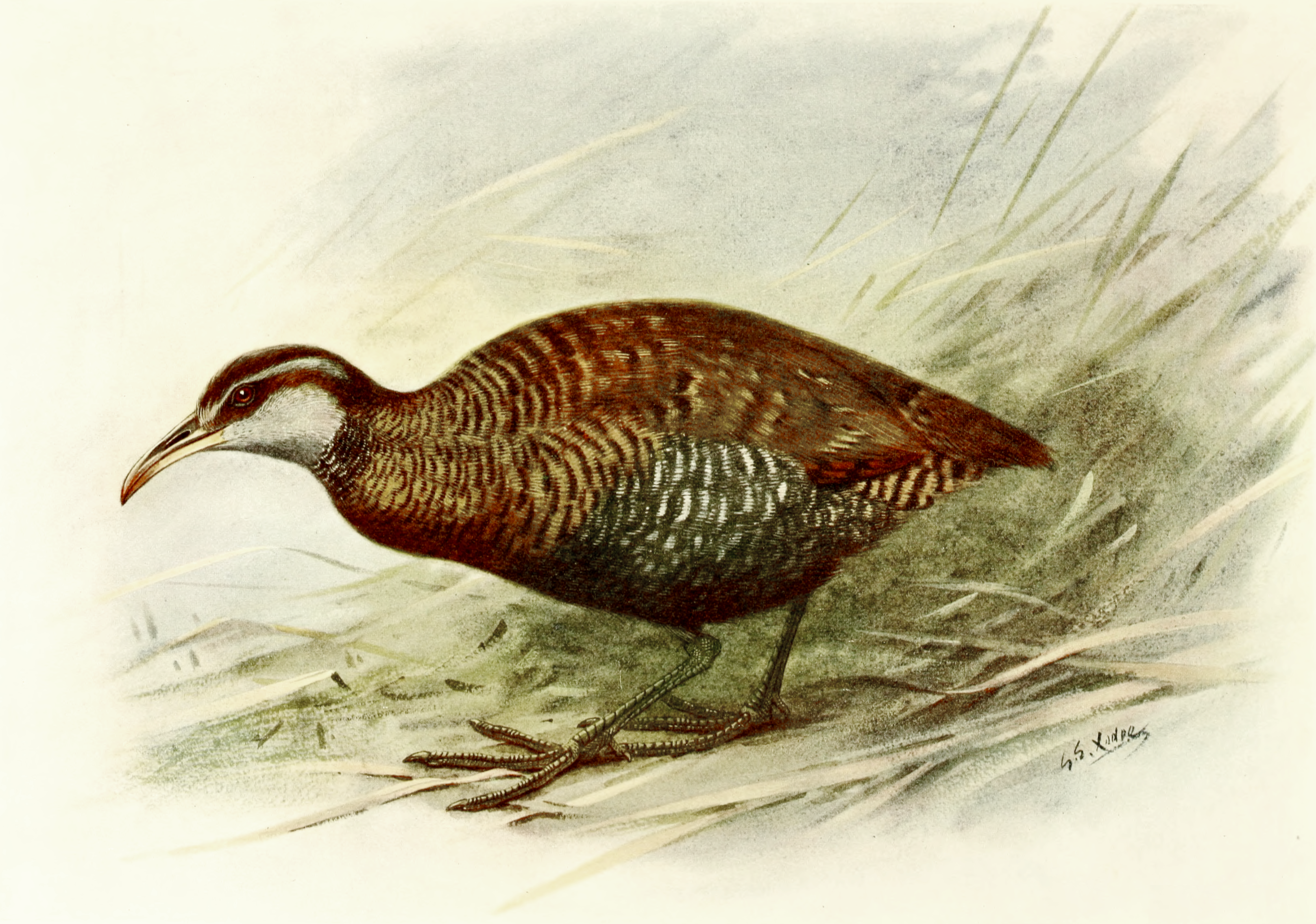
Dieffenbach-Ralle aus dem Buch Extinct Birds von Lionel Walter Rothschild, 1907
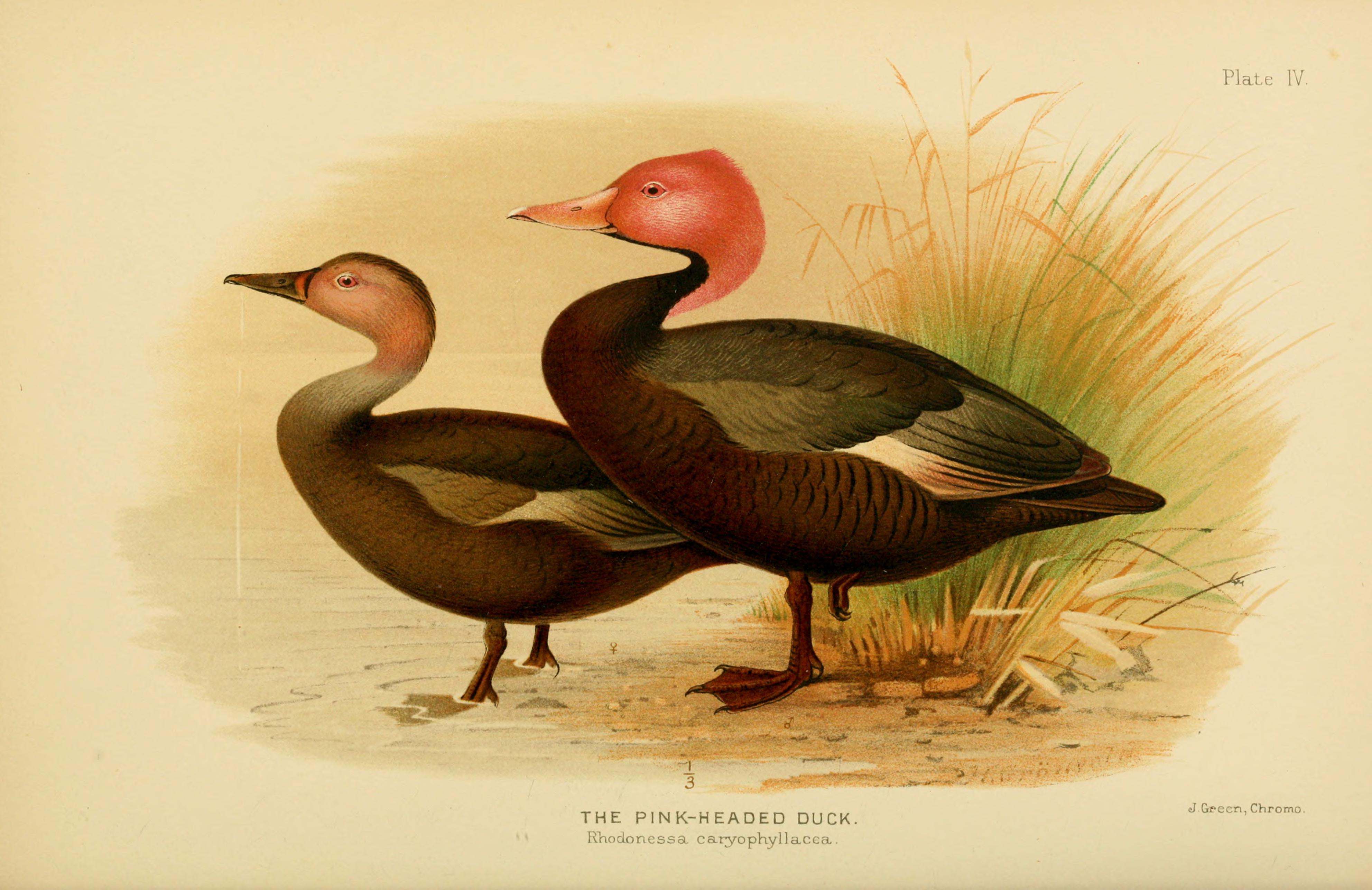
Rosenkopfente aus dem Buch Indian Ducks and Their Allies von Edward Charles Stuart Baker, 1908
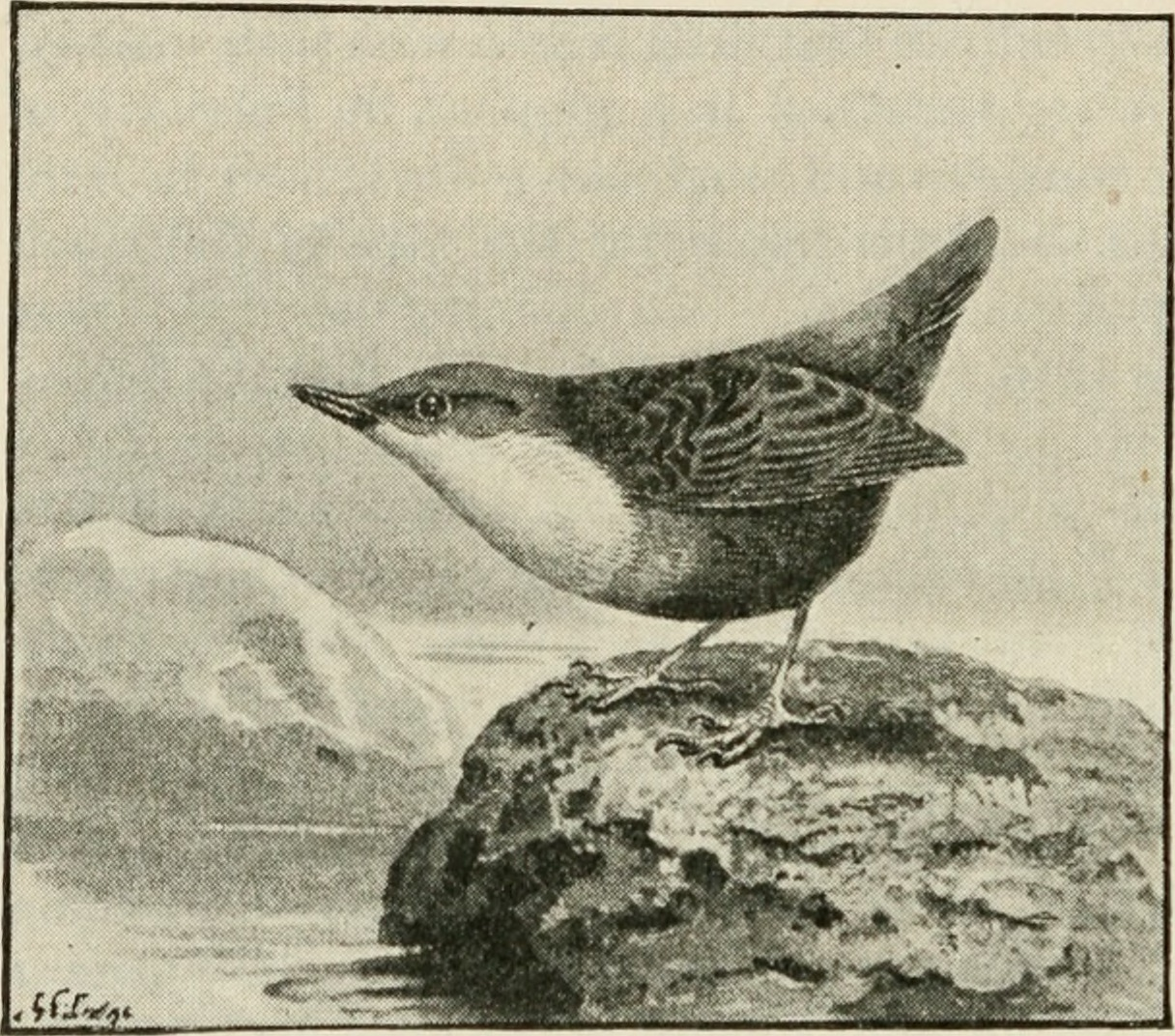
Wasseramsel aus dem Buch British Birds von William Henry Hudson, 1921
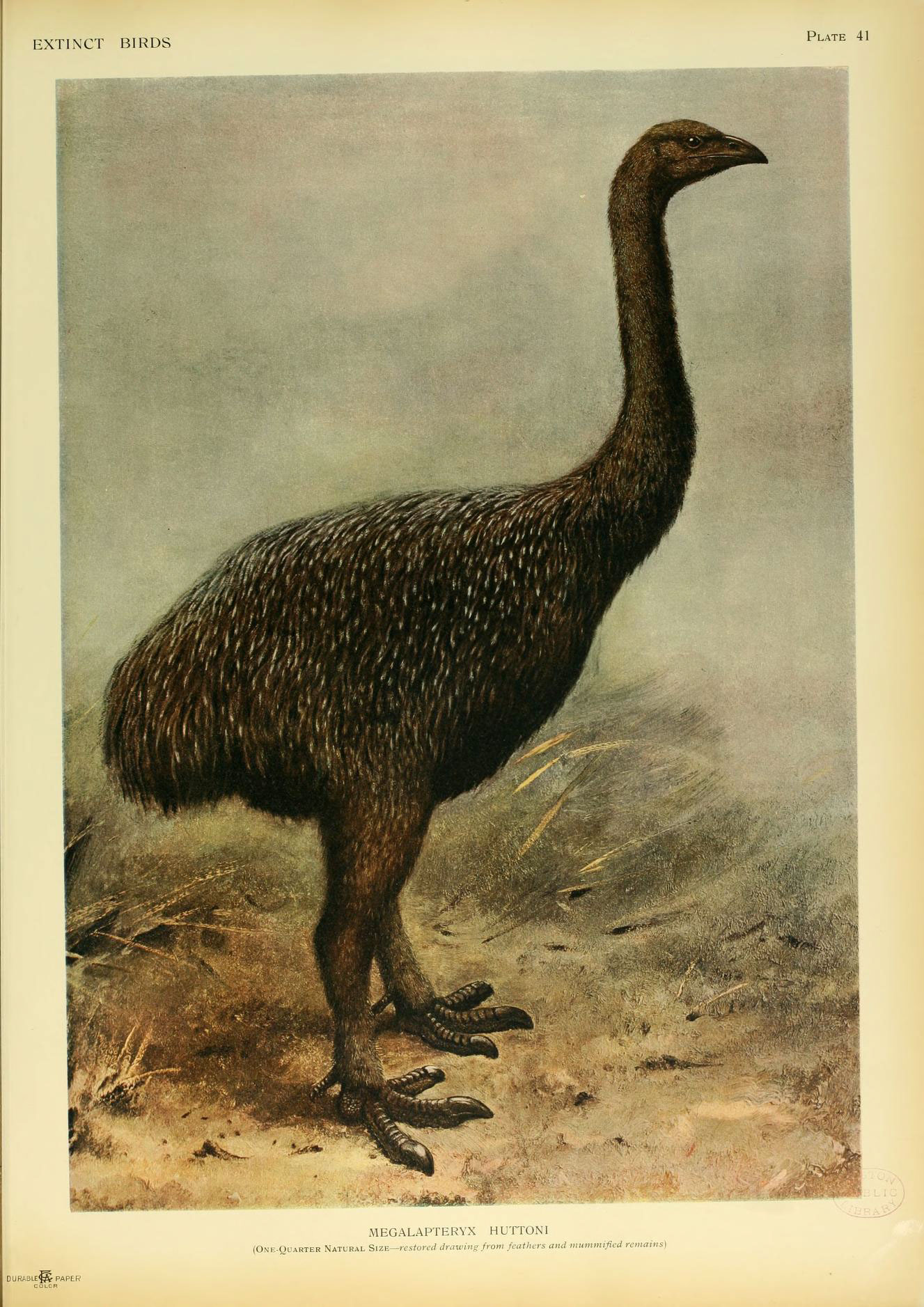
Moa aus dem Buch Extinct Birds von Lionel Walter Rothschild, 1907
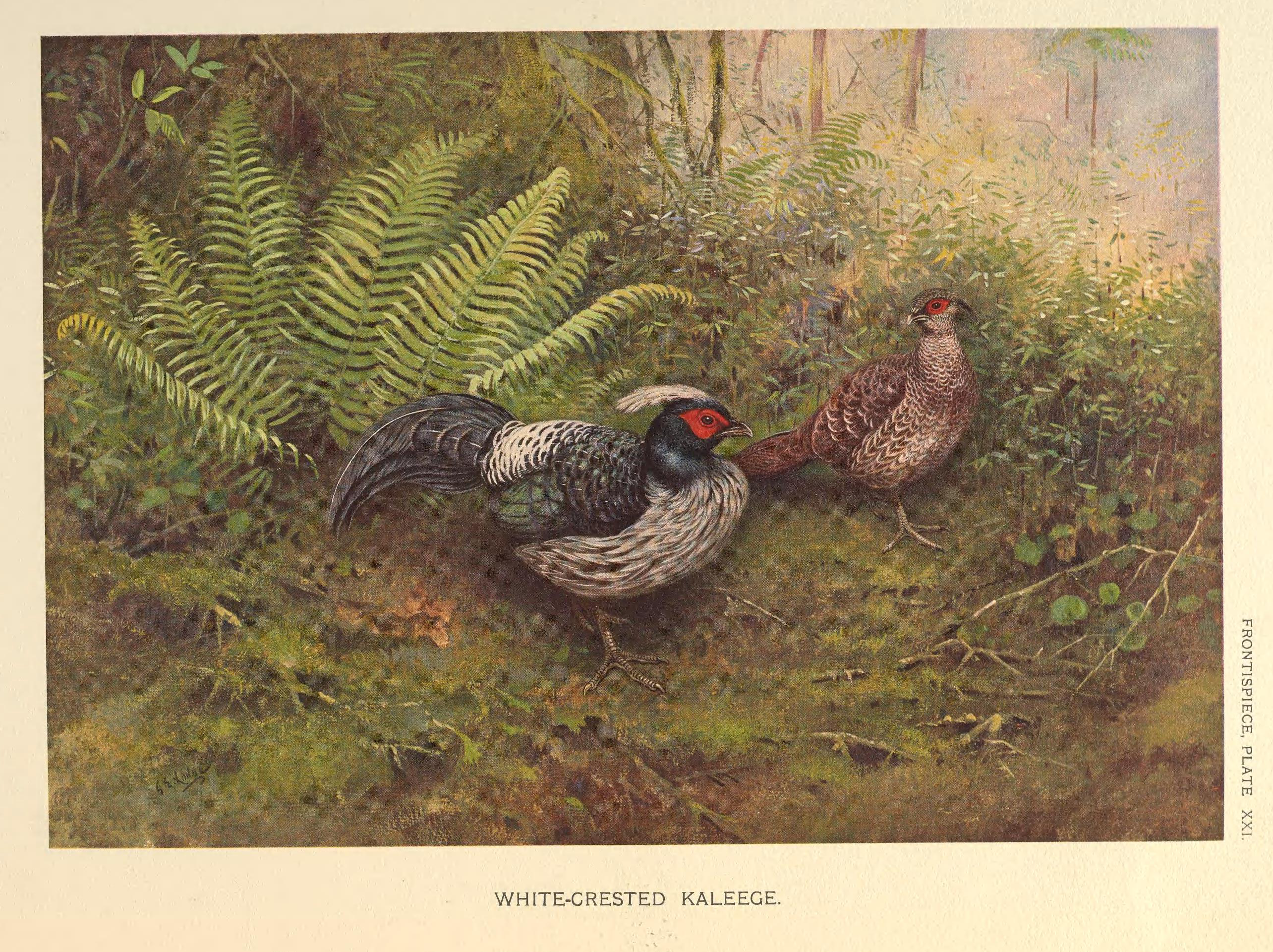
Kalifasan aus dem Buch A Monograph of the Pheasants, Band 1, William Beebe, 1917